# 鳴沢岳
鳴沢岳（なるさわだけ）は、飛騨山脈（北アルプス）北部の後立山連峰にある標高2,641 mの山。長野県大町市と富山県中新川郡立山町にまたがり、中部山岳国立公園内にある。

## 概要

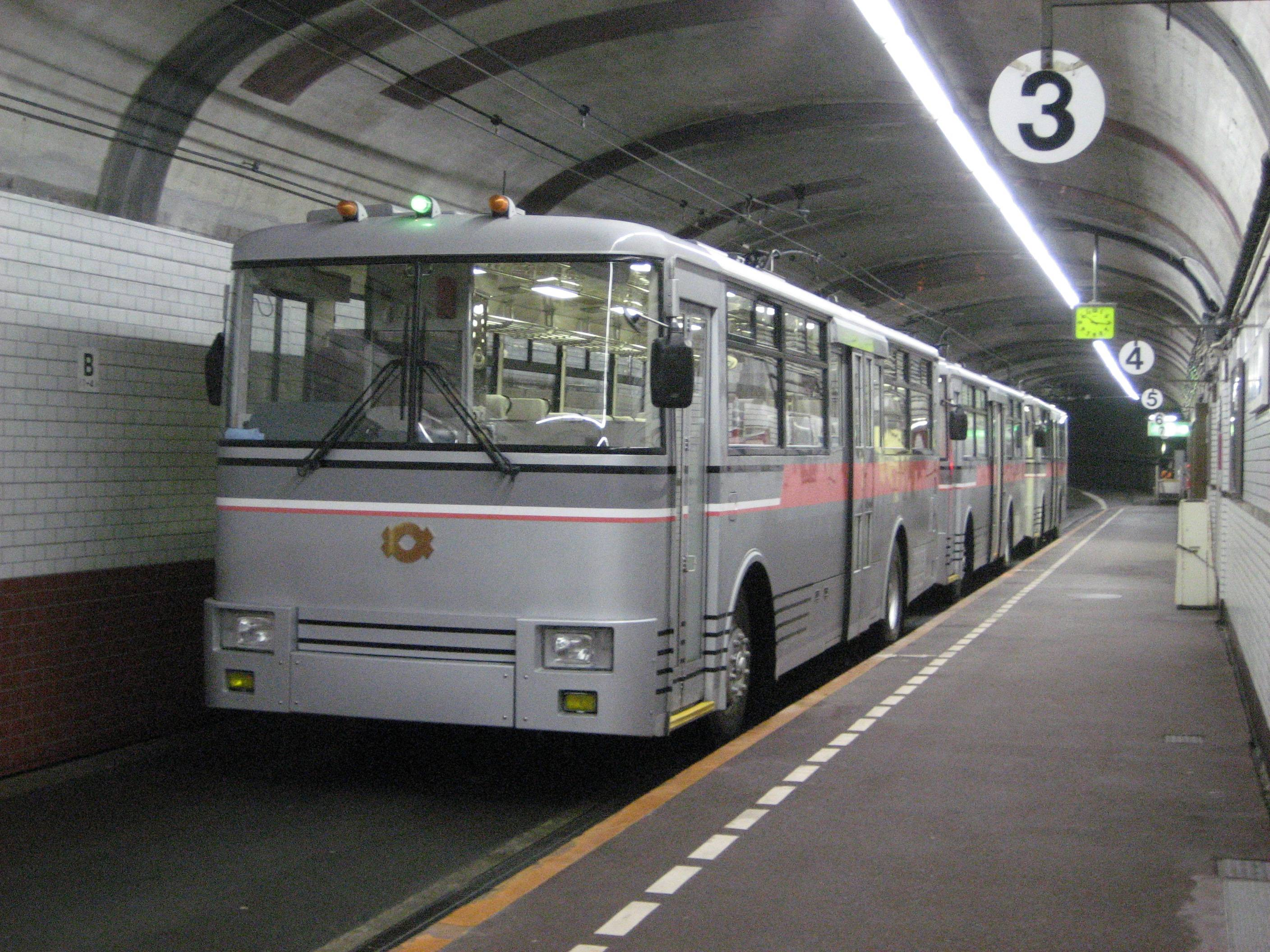
鳴沢岳の南山腹を貫通する関電トンネルで運行されていた関電トンネルトロリーバス
2019年電気バスに置き換えられた。

黒部ダムの東3.1 kmにあり、JR東日本大糸線信濃大町駅の東北東16.7 kmに位置する。この南山腹を1958年（昭和33年）に黒部川第四発電所の建設のために掘られた関電トンネルが貫通する。現在は立山黒部アルペンルートの関電トンネル電気バスが運行されている。富山県側と長野県側の両方にある鳴沢の源流部の山である。山名は、長野県側の篭川の支流である鳴沢に由来する。山頂部は溶結凝灰岩からなる。東北東の岩小沢岳との間には「新越乗越」と呼ばれる鞍部があり、そのすぐ東側に新越山荘がある。岩小沢岳からスバリ岳にかけての東面は、東の大町市方面から望むと屏風を立てたように見えることから「屏風」とも呼ばれている。

## 登山

### 登山道
後立山連峰の主稜線に沿った登山道が整備されていて、山頂部を通っている。縦走時に通過されることが多く、扇沢駅の東にある登山口から種池山荘の経営者の柏原正康が1966年（昭和41年）7月に開設した柏原新道を通るルートが最短の登山ルートである。扇沢の針ノ木雪渓から入山する経路もある。山頂は三角点がない標高点で森林限界を越える高山帯のハイマツが自生する岩場であり、立山や黒部湖などの360度の展望がある。夏期には、登山道脇に高山植物が見られる。

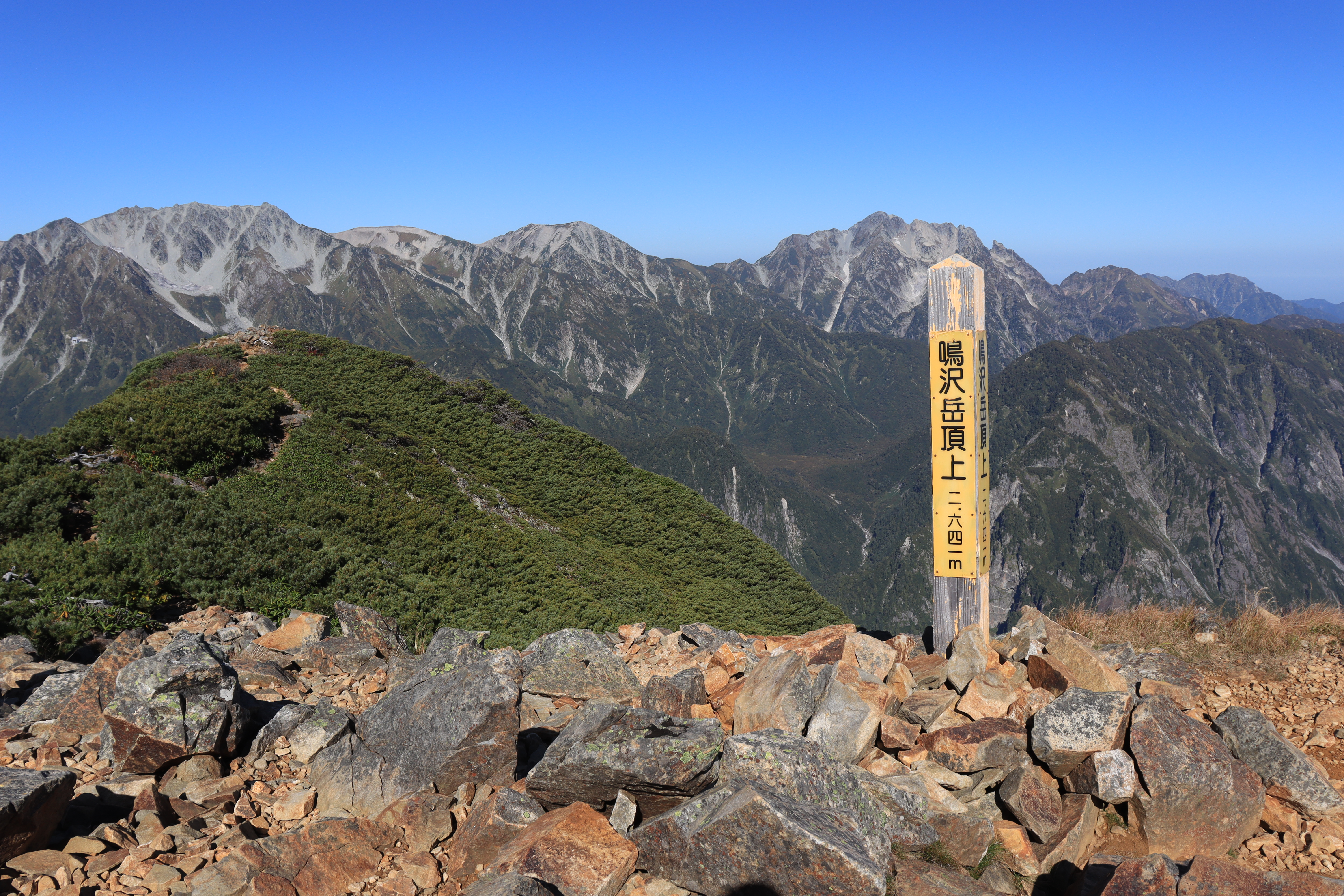
鳴沢岳の山頂、西側に立山連峰

- 後立山連峰縦走路

親不知が起点となる白馬岳方面 - 爺ヶ岳 - 種池山荘 - 岩小屋沢岳 - 新越山荘（新越乗越） - 鳴沢岳 - 赤沢岳 - スバリ岳 - 針ノ木岳 - 針ノ木小屋（針ノ木峠） - 蓮華岳 - 北アルプスの主稜線の縦走路は槍ヶ岳を経由して焼岳へと続く
- 柏原新道からのルート

扇沢 - 柏原新道 - 種池山荘 - 岩小屋沢岳 - 新越山荘（新越乗越） - 鳴沢岳
- 針ノ木雪渓からのルート

扇沢駅 - 大沢小屋 - 針ノ木雪渓 -  針ノ木小屋（針ノ木峠） - 針ノ木岳 - スバリ岳 - 赤沢岳 - 鳴沢岳

### 新越山荘

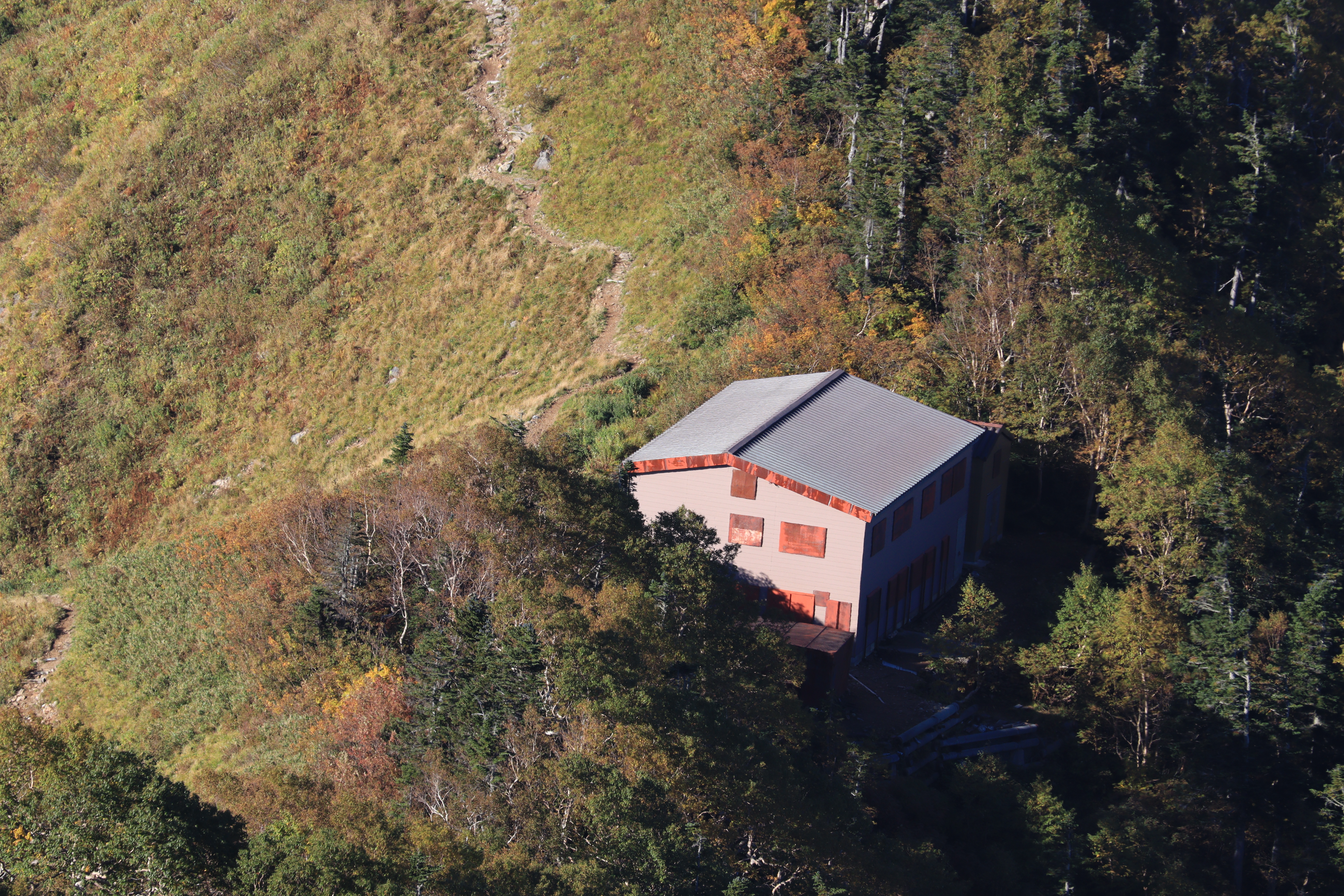
鳴沢岳と赤沢岳との鞍部の新越乗越にある山小屋の新越山荘

最寄りの山小屋は、新越乗越の北東近傍（標高2,465 m）の鳴沢岳の東北東約0.6 kmに位置する新越山荘である。1971年（昭和46年）に、種池山荘と冷池山荘の経営者である柏原正康が開設した。収容人数は80人で、キャンプ指定地はない。積雪量の多い地域のため例年7月初旬から9月下旬頃までの営業で、期間外は閉鎖される。
小屋が開設される以前の1968年（昭和43年）頃に林野庁が柏原正康と共に現地視察を行い、周辺では登山者の幕営跡で段々畑のようになっていたことを確認した。ゴミが散乱し、周辺の樹木が薪に使われ伐採されていた。その後このゴミ問題などの対策として、林野庁の要請を受けて山小屋を開設した経緯がある。これにより自然保護と登山者の安全が図られた。 

### 周辺の山小屋
稜線上には、山小屋とキャンプ指定地がある。登山シーズン中の一部期間に有人の営業を行っている。登山口の扇沢駅には一般の宿泊施設がある。
| 画像                          | 名称       | 所在地                            | 標高 (m) | 鳴沢岳からの 方角と距離 (km) | 収容 人数 | キャンプ 指定地 | 備考       |
| ----------------------------- | ---------- | --------------------------------- | -------- | ---------------------------- | --------- | --------------- | ---------- |
| 種池山荘、2001年11月20日撮影  | 種池山荘   | 柏原新道の稜線との 合流部、種池畔 | 2,450    | 東北東 4.1                   | 200       | テント20張      | 1919年開業 |
| 新越山荘、2019年9月27日撮影   | 新越山荘   | 新越乗越の北東近傍                | 2,465    | 東北東 0.6                   | 80        | なし            | 1971年開業 |
| 大沢小屋、1997年8月15日撮影   | 大沢小屋   | 篭川の大沢出合                    | 1,670    | 南南東 1.8                   | 20        | テント3張       | 1925年開業 |
| 針ノ木小屋、2019年9月27日撮影 | 針ノ木小屋 | 針ノ木峠                          | 2,536    | 南 3.5                       | 100       | テント22張      | 1930年開業 |

## 地理

### 周辺の山
黒部川を挟んで西側の立山連峰と対峙している。周辺の主な山を下表に示す。
| 山容                                                      | 山名       | 標高 （m） | 三角点等級 基準点名                 | 鳴沢岳からの 方角と距離(km) | 備考                           |
| --------------------------------------------------------- | ---------- | ---------- | ----------------------------------- | --------------------------- | ------------------------------ |
| 鳴沢岳から望む立山、2019年9月27日撮影                     | 立山       | 3,015      | （雄山2,991.59 m） （一等「立山」） | 西 6.8                      | 富山県の最高峰 日本百名山      |
| 布引山から望む爺ヶ岳、2018年7月14日撮影                   | 爺ヶ岳     | 2,669.82   | 二等 「祖父岳」                     | 東北東 5.4                  | 種池山荘 冷池山荘 日本三百名山 |
| 鳴沢岳から望む岩小屋沢岳、2019年9月27日撮影               | 岩小屋沢岳 | 2,630.3    | 三等 「西岳」                       | 東北東 1.8                  |                                |
| 赤沢岳から望む鳴沢岳、左奥に鹿島槍ヶ岳、2019年9月27日撮影 | 鳴沢岳     | 2,641      |                                     | 0                           | 新越山荘                       |
| 鳴沢岳から望む赤沢岳、2019年9月27日撮影                   | 赤沢岳     | 2,677.8    | 三等 「牛小屋沢」                   | 南西 1.0                    |                                |
| 針ノ木岳から望むスバリ岳、2001年9月23日撮影               | スバリ岳   | 2,752      |                                     | 南南西 2.9                  |                                |
| 鳴沢岳から望む針ノ木岳とスバリ岳、2019年9月27日撮影x      | 針ノ木岳   | 2,820.6    | 三等 「野口」                       | 南南西 3.6                  | 針ノ木小屋 日本二百名山        |

### 源流の河川
以下が源流となる河川で、日本海へ流れる。
- 鳴沢・新越沢　（黒部川の支流で黒部湖に流れる。新越沢と黒部川の出合い付近には、新越の滝がある。）
- 篭川の支流の鳴沢ろ赤沢　（高瀬川の支流）

## 鳴沢岳の風景

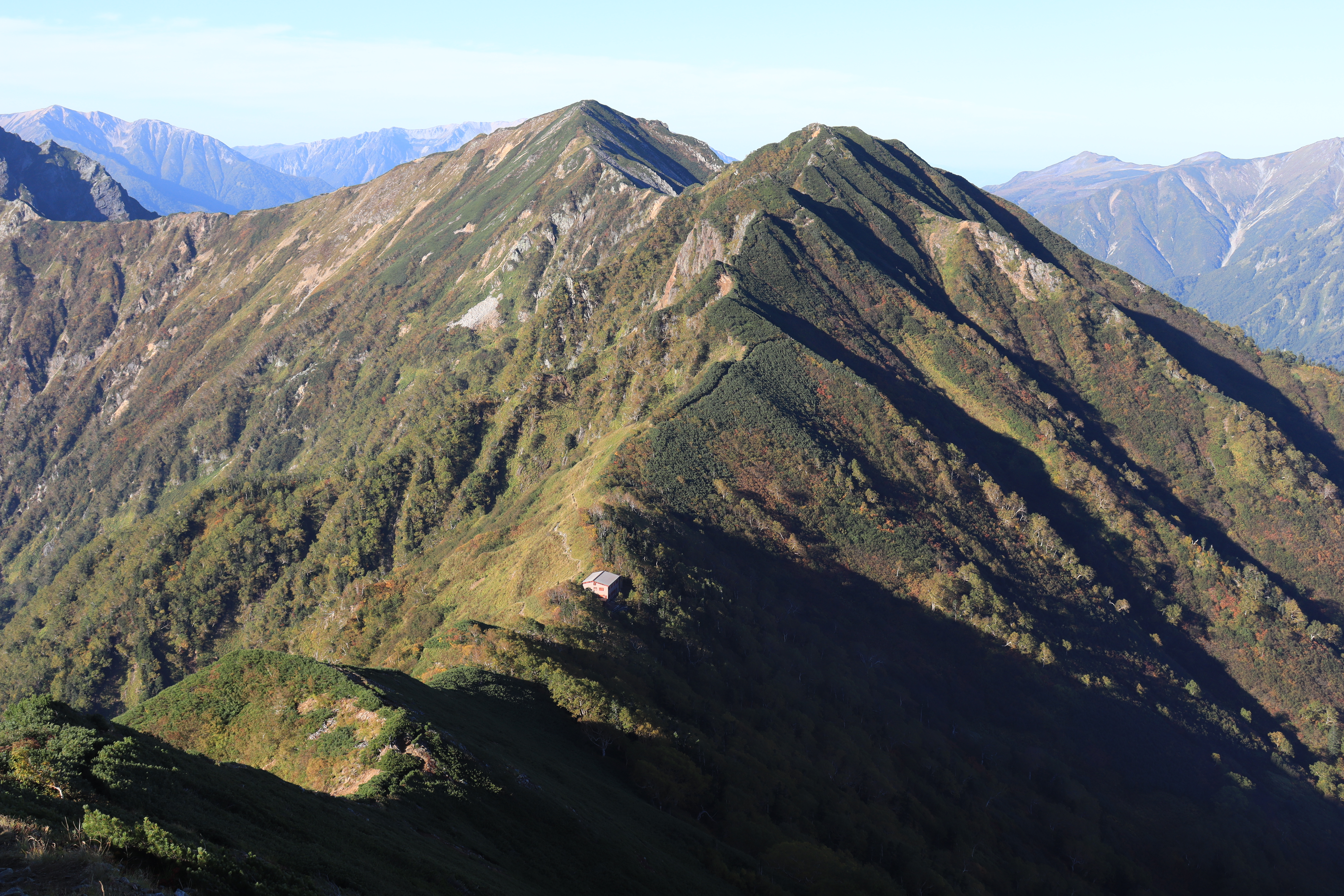
北側の岩小屋沢岳から望む赤沢岳（左）と鳴沢岳（右）
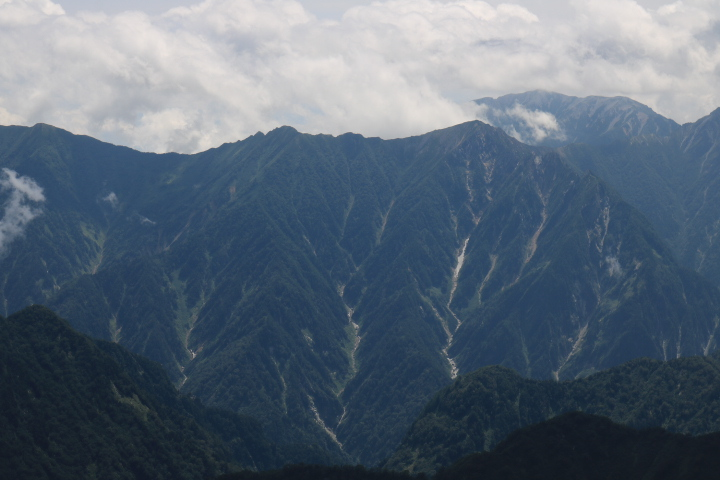
西側の剱岳から望む鳴沢岳（左）と赤沢岳（右）
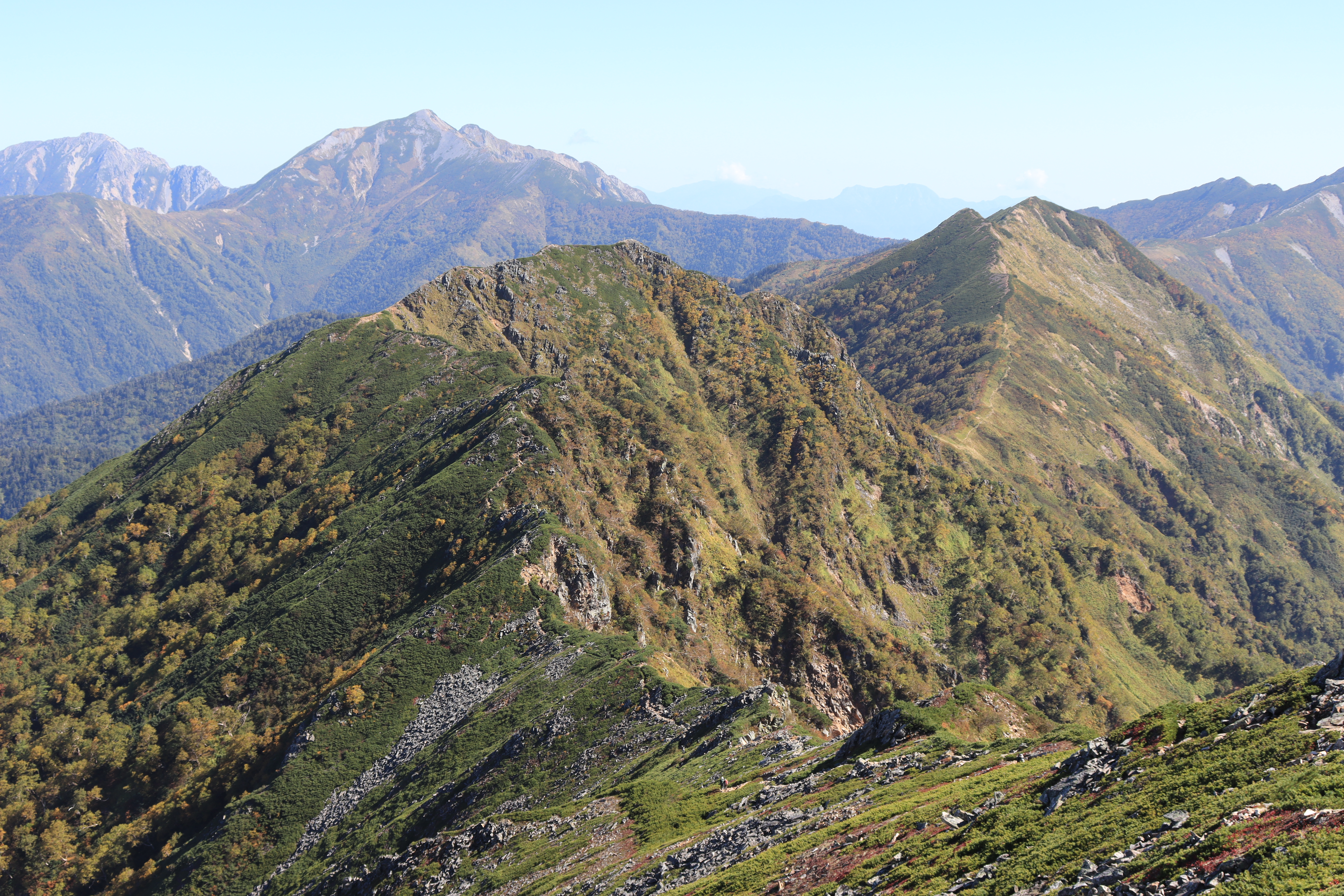
南側の赤沢岳から望む鳴沢岳（左）と岩小屋沢岳（右）

## 鳴沢岳からの眺望
高山帯の山頂岩場からは360度の展望が得られ、黒部湖の対岸に立山と剱岳を望むことができる。 ウィキメディア・コモンズには、鳴沢岳から眺望に関するカテゴリがあります。

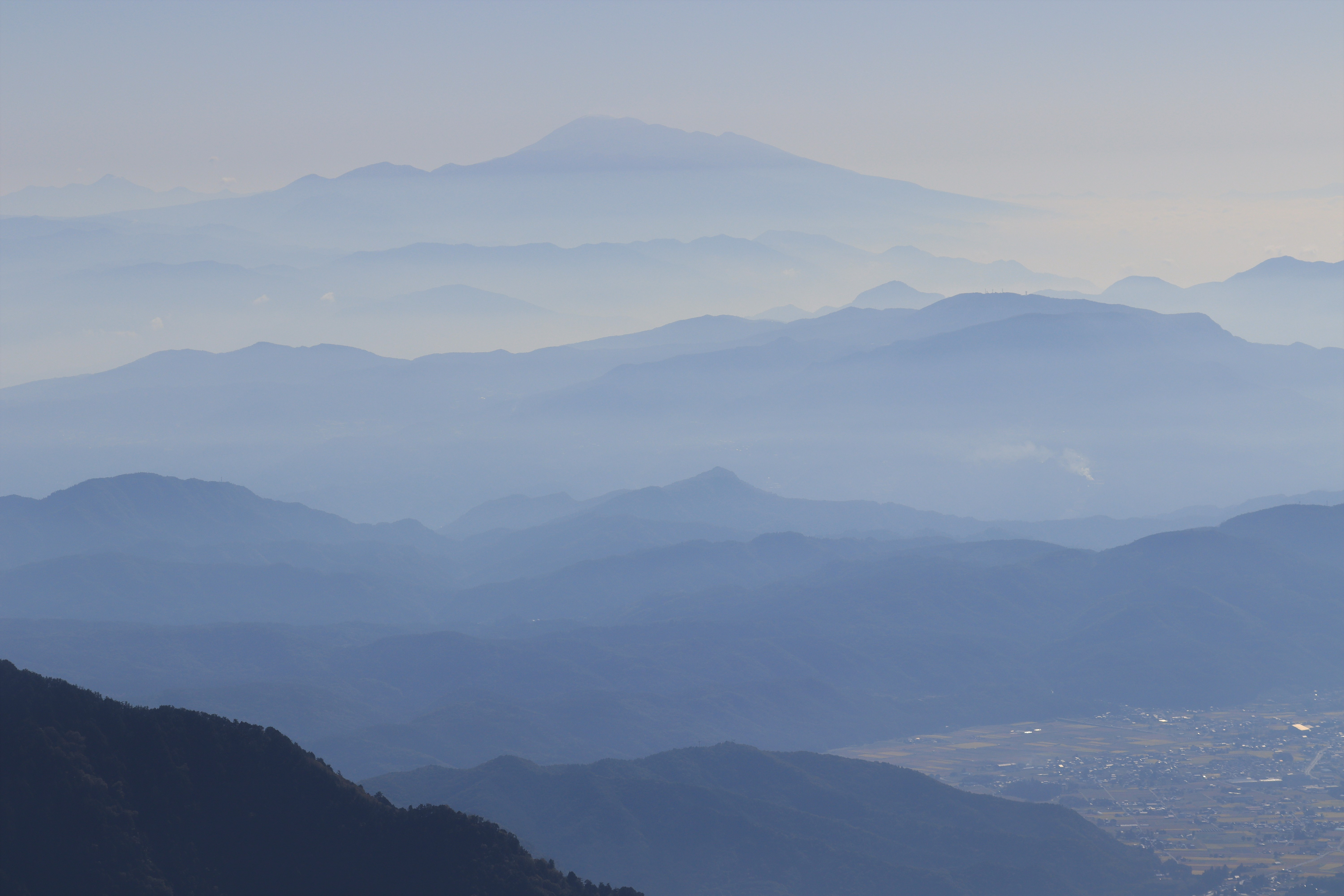
東側に浅間山
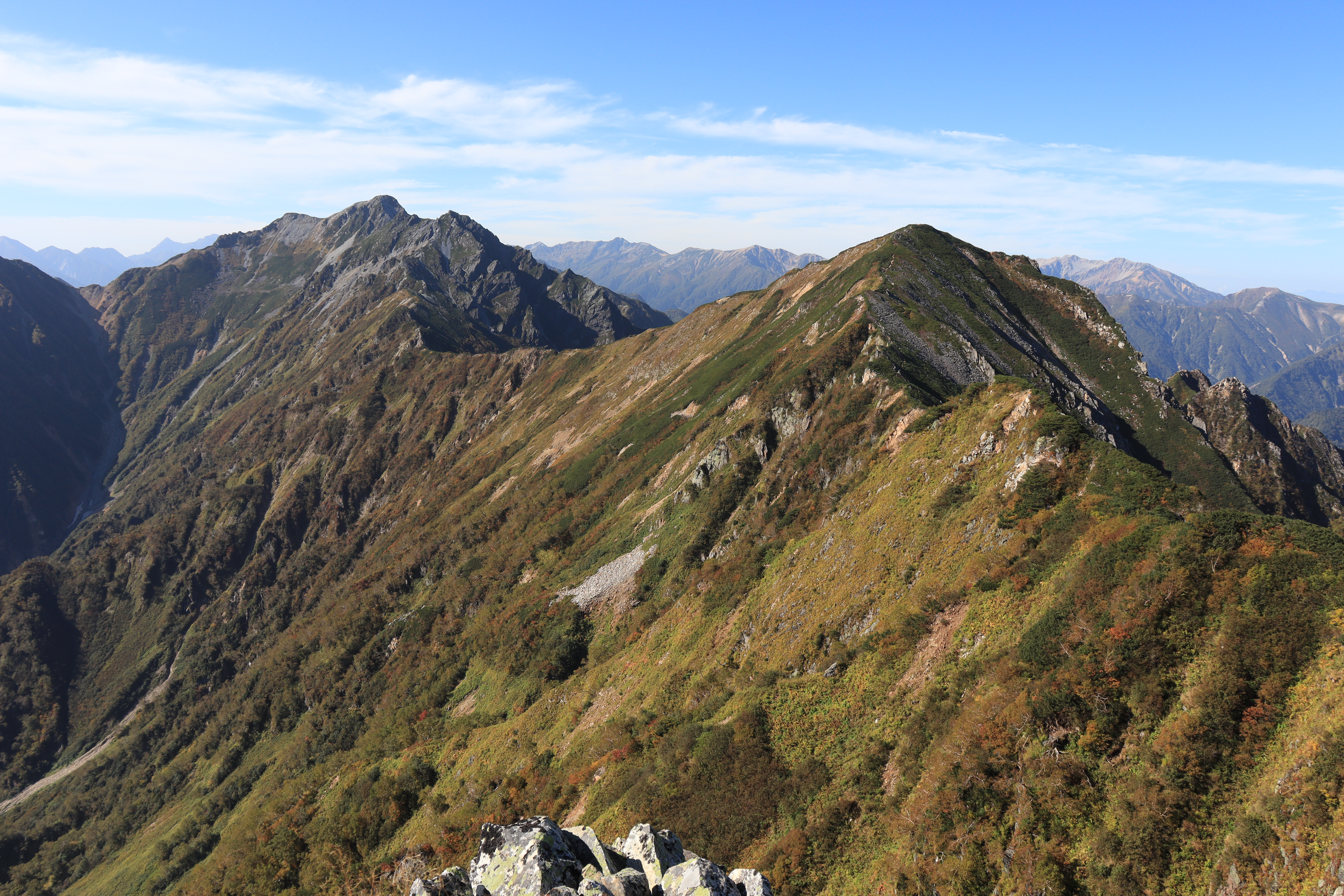
南側に連なる後立山連峰、左から針ノ木峠、針ノ木岳、スバリ岳、赤沢岳
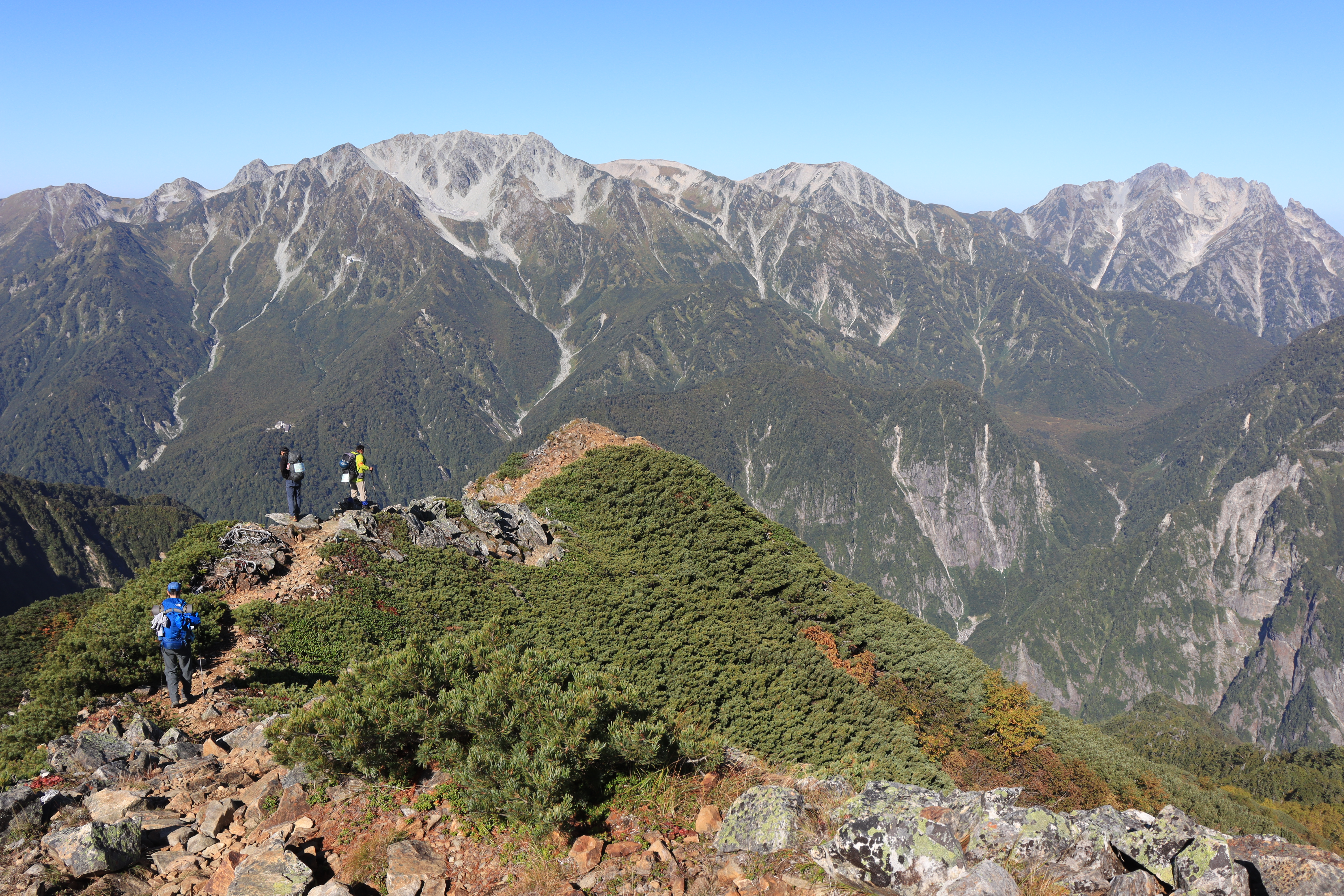
西側に立山連峰、左から獅子岳、鬼岳、龍王岳、立山、真砂岳、別山、剱岳
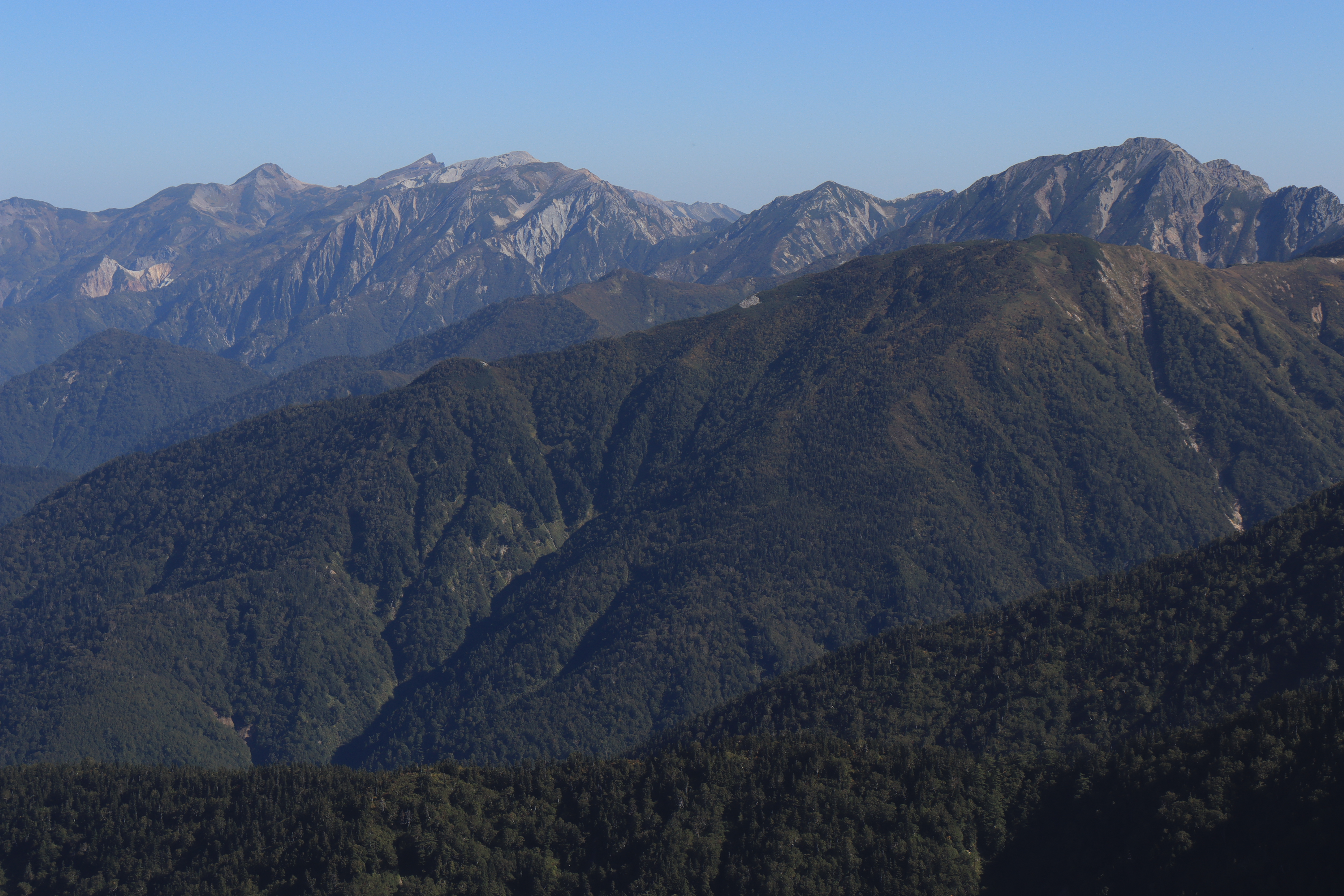
北側に後立山連峰、左から旭岳、白馬岳、白馬鑓ヶ岳、天狗の頭、唐松岳、五竜岳